# Ludu Daw Amar
Pour les articles homonymes, voir Amar.
Ludu Daw Amar (orthographié aussi Ludu Daw Ah Mar; en birman လူထုဒေါ်အမာ, à prononcer: [lùdṵ dɔ̀ ʔəmà]), née le 29 novembre 1915 et morte le 7 avril 2008, est une journaliste, femme de lettres et dissidente birmane. Elle est surtout connue comme journaliste, créatrice avec son mari du premier quotidien en langue birmane, dissidente, opposante tenace aux régimes militaires, en plus de son travail sur les arts traditionnels birmans, le théâtre, la danse et la musique, et de ses traductions de l'anglais.

## Biographie
Née dans une vieille famille de Mandalay établie dans le négoce de tabac et de cheroots (cigares manufacturés), et engagée dans le monde politique,, Amar est la quatrième d'une famille de douze enfants. Elle étudie à la Mission Baptiste école américaine, à la Haute École Nationale dirigée à l’époque  proviseur Abdul Razak (qui est devenu ultérieurement ministre de l'Éducation dans le cabinet d'Aung San et a été assassiné avec lui et d'autres en juillet 1947), puis à l’Université de Rangoun. Une de ses premières œuvres est une traduction de Maurice Collis en 1938, mais elle publie aussi des articles, sous les noms de plume de Mya Myint Zu et Khin La Win, dans divers journaux et magazines, dont un périodique de Rangoun dirigé par le journaliste U Hla, son futur mari.
Lorsqu’une grève étudiante éclate en 1936, Amar et U Hla participent à ce mouvement,, qui campe notamment sur les terrasses de la pagode Shwedagon. En 1939, elle se marie avec U Hla. Ils implantent ensemble le siège d’un groupe de presse et une imprimerie, la Kyipwa Press, (la presse du progrès) à Mandalay,,.
Lorsque la Seconde Guerre mondiale se traduit par l’invasion japonaise du territoire birman, en 1942, la famille fuit vers le nord, mais continue à publier son magazine. Daw Amar traduit l'un des trois récits de guerre du soldat écrivain japonais Hino Ashihei, 麦と兵隊 (en français : Les Blés et les Soldats), publié en 1938 au Japon. Elle traduit également une œuvre de l'auteure tchécoslovaque Wanda Wasilewska en 1945. Les deux époux  sont impliqués dans la résistance contre l'occupation japonaise, et créent l’organisation de résistance Asha Lu Nge (La jeunesse asiatique) à Mandalay. 
En 1945, à la fin de la guerre, U Hla lance un bimensuel appelé Ludu (လူထု ဂျာနယ်), avec Amar comme rédactrice en chef adjoint. Le Ludu Daily est lancé avec succès l'année suivante, et est lu particulièrement par les opposants à l’occupation britannique. C’est le premier quotidien en langue birmane. Le couple est alors surnommé Ludu U Hla et Ludu Daw Amar. Leurs commentaires et analyses politiques participent à l'aspiration du pays à l'indépendance.
Un matin de décembre 1948, peu après l’obtention de l’indépendance par la Birmanie, l’imprimerie Kyipwa Yay Press à Mandalay est dynamitée par les troupes gouvernementales :  le couple Ludu leur semble trop radical et favorable aux communistes alors qu’une faction trotskiste du parti communiste birman dirigée par Thakin Soe, le Parti communiste du drapeau rouge, s’est insurgée dans la région de Naypyidaw .
En 1953, Amar voyage à l'étranger à la Conférence de Copenhague, à la Conférence mondiale de la paix à Budapest, et au 4e Festival mondial de la jeunesse et des étudiants démocratique à Bucarest. Au même moment, le gouvernement de la Ligue anti-fasciste pour la liberté du peuple (AFPFL) de U Nu arrête comme prisonnier politique son mari U Hla. Il passe plus de trois ans dans la prison centrale de Rangoun, jusqu'à sa libération en janvier 1957. Ils ont alors cinq enfants, le plus jeune étant Nyein Chan (surnommé Nyi Pu Lay, né en  1952 et futur écrivain). En mars 1959, U Hla est arrêté de nouveau, jusqu'en mai de l'année suivante. 
En 1962, les militaires prennent le pouvoir. Cette dictature militaire est dirigée par Ne Win, qui connait personnellement Ludu Daw Amar et son époux depuis les années d’insurrection contre les britanniques. Ne Win met en place un système idéologique où se mêlent nationalisme, marxisme et bouddhisme, sous le nom de « Voie birmane vers le socialisme ». Malgré les liens passés avec ce nouvel homme fort, Ludu Daw Amar et son époux se rangent dans les opposants au régime et n’échappent pas aux représailles. En juillet 1967, le Ludu Daily et sa société d’édition sont fermés. Amar continue à écrire, mais préfère se focaliser sur les chanteurs et acteurs birmans d'avant-guerre. Deux de ses fils passent dans la clandestinité. Son fils aîné, né en 1941, est tué dans une purge sanglante, en 1967, au sein du parti communiste birman, un remous de la révolution culturelle en cours en Chine. Son deuxième fils, né en 1945, est également  arrêté pour ses activités politiques à l'Université de Mandalay en juillet 1966. Il est détenu sans inculpation ni jugement jusqu'au mois de mai 1972. En 1978, Ludu Daw Amar  est arrêtée  et emprisonnée durant plusieurs mois avec son mari et leur plus jeune fils, Nyi Pu Lay. Son mari U Hla meurt en 1982, après 43 ans de mariage, cinq enfants et six petits-enfants. Une de leurs imprimeries brûle en 1984, dans un grand incendie qui anéantit le cœur de Mandalay. Ne Win quitte le pouvoir et laisse la place à d’autres généraux. Le plus jeune fils de Ludu Daw Amar, Nyi Pu Lay, est de nouveau arrêté en décembre 1989, et condamné à 10 ans de prison. Ludu Daw Amar reste pour autant une des opposantes emblématiques de la junte militaire,.
À partir de 1985, année de ses 70 ans, l'anniversaire de Daw Amar est célébré annuellement par le monde de l'art, de la littérature et du journalisme en Birmanie. L'événement est devenu une convention non officielle des dissidents suivie par les yeux attentifs des services de renseignement militaire. Les célébrations de cet anniversaire ont lieu, plusieurs années durant, au monastère de Taung Laylone, à Amarapura, à 11 km au sud de Mandalay, jusqu'en novembre 2006, où les autorités imposent un changement de lieu. Ludu Daw Amar meurt le 7 avril 2008 à l'âge de 92 ans.

## Principales publications
- Thamada Ho Chi Minh, sur le Président Ho Chi Minh)  1950.
- Hsoshalit taingpyi mya tho, sur les pays socialistes, 1963.
- Pyithu chit thaw anupyinnya themya, sur les artistes les plus populaires en Birmanie, 1964; couronné du Prix national de Littérature de la Birmanie la même année.
- Aung Bala, Po Sein, Sein Gadoun, consacré à des artistes du théâtre birman, 1967.
- Shwe Yoe, Ba Galay, idem, 2 volumes, 1969.
- Shweman Tin Maung, consacré de la même façon à la biographie d’un artiste birman renommé, 1970.
- Anyeint, spectacles traditionnels birmans en plein air, 2 volumes 1973.
- Gaba akyizoun sa ouk (célèbres monuments birmans), 1974.
- Sayagyi Thakin Kodaw Hmaing une biographie du poète, écrivain, et homme politique birman  Thakin Kodaw Hmaing, 1976.
- Chindwin hma pinle tho Du Chindwin à la Mer : un récit de voyage, 1985.
- Myanma Mahagita, musique classique birmane, 1989.
- Sayleik nè Lutha, consacré au tabac, co-écrit avec U Hla, 1990.
- Mandalaythu Mandalaytha mya, 1991.
- Yadanabon Mandalay, Mandalay, Kyama do Mandalay, sur Mandalay, 1993
- Thathana dazaun Sayadaw gyi mya, religieux bouddhistes, 1994.
- Kyama do nge nge ga, « Quand nous étions jeunes », 1994.
- Myanma hkithit bagyi, sur l’art birman moderne, 1997
- Amei shaysaga – « Les vieilles paroles de la mère », 2 volumes en 1997, volume 3 en 2007.
- Shissè thoun hnit shissè thoun gun, «Quatre-vingt trois ans Quatre-vingt trois mots » 1998
- Taung Asha badinbauk mya, « Fenêtre sur l’Asie du sud », 1990
- Nge ga kyun dè hkinpunthe tho, « Mon mari, mes jeunes années », 2001
- Lwanthu sa, «  Nostalgie », 2003.
- Mya Myint Zu Short Stories, 2006

## Principales traductions d’ouvrages à partir de leur édition en anglais
- Trials in Burma de Maurice Collis, 2 volumes, 1938.
- Sandamala de Maurice Collis, 1940.
- Wheat and Soldiers de Hino Ashihei, 1945.
- The Rainbow de Wanda Wasilewska, 1945.
- Listen Yankees de C. Wright Mills, 1963.
- The Other Side of the River d'Edgar Snow, 1966.